# Dos años de vacaciones
Dos años de vacaciones (Deux ans de vacances) es una novela escrita por el francés Julio Verne, prepublicada por entregas en el Magasin d’Éducation et de Récréation desde el 1 de enero hasta el 15 de diciembre de 1888 y publicada en dos tomos el 18 de junio y el 8 de noviembre del mismo año.
Quince muchachos y niños sufren un accidente marítimo que los arroja a una isla desierta, donde con inteligencia y valor lograrán sobrevivir, afrontar una situación adversa y derrotar a peligrosos malhechores.
Es uno de los cuatro viajes extraordinarios que tienen como protagonistas a niños.

## Sinopsis
Un grupo de quince estudiantes (la mayoría de origen inglés, salvo por los franceses Briant y Santiago y el estadounidense Gordon) del colegio Chairman de Auckland (Nueva Zelanda) suben a bordo de la goleta Sloughi para celebrar el final del curso escolar. Sin embargo, la noche antes de iniciarse el viaje, un misterioso incidente hace que las amarras queden sueltas cuando todos los marineros están en tierra y los estudiantes a bordo, al mismo tiempo que un viento huracanado empieza a soplar, empujando el barco hacia el este. Incapaces de controlar la nave, los jóvenes se ven obligados a dejarse llevar por el viento intentando mantenerlo a flote: tras veintidós días de viaje marítimo, la nave acaba encallando cerca de una isla desierta.
Los estudiantes, haciéndose a la idea de que pueden estar un largo tiempo en la isla hasta que alguien los rescate, logran establecerse en la isla, aprovechando una caverna dejada atrás por un náufrago previo. Tras explorar parte de la isla, la nombran "Isla Chairman" en honor a su colegio.
A pesar de las circunstancias, existen rencillas en el grupo. Briant, que se erige pronto en el líder del grupo debido a su voluntariosidad y buen hacer, se cruza a menudo con la denodada oposición de Doniphan, que muestra envidia ante la popularidad del joven francés y rechaza cualquier intento de Briant de suavizar los problemas. La situación con los suministros siempre está al acecho, aunque el trabajo conjunto de todos los niños y adolescentes les permite estar siempre por encima de las dificultades. 
Sin embargo, después de que Briant es elegido líder del grupo, Doniphan, incapaz de aceptar el liderazgo de su rival, decide marcharse a la otra punta de la isla junto con su primo Cross y sus amigos Webb y Wilcox. Durante la ausencia de los cuatro, los adolescentes deciden montar una gran cometa que pueda usarse para crear una gran señal con la que atraer la atención de los barcos que puedan pasar, pero estos planes quedan interrumpidos cuando encuentran a una mujer llamada Kate cerca de su cueva, que les advierte de un peligro: un barco llamado Severn sufrió un motín a manos de un grupo de hombres que pretendían usar el barco para el tráfico de esclavos, pero una fuerte tormenta hundió el barco, dejando vivos solamente a algunos de los amotinados, Kate y el contramaestre del barco, Evans. Kate logró escapar de los amotinados durante la distracción de llegar a la isla, pero Evans sigue en manos de los amotinados, que se encuentran en el lado este de la isla. Briant corre en busca de Doniphan y sus amigos, salvando al primero del ataque de una pantera antes de que Cross dispare su arma de fuego (lo cual habría atraído a los amotinados). Asombrado ante el hecho de que Briant estuviera dispuesto a enfrentarse a la muerte con tal de salvarle, Doniphan decide cambiar de actitud, y el grupo vuelve a salvo a la cueva.
Con el objetivo de intentar averiguar dónde se encuentran los amotinados, Briant decide ampliar la cometa para que pueda llevar un pasajero: cuando llega el momento, Jacques se ofrece voluntario para la peligrosa hazaña. Preguntado por el motivo, Jacques confiesa haber sido el que soltó las amarras del Sloughi como parte de una broma, no sabiendo que derivaría en el terrible viaje a través del Pacífico. No obstante, Briant es el que acaba subiendo con la cometa, y descubre no sólo que los amotinados están más cerca de lo previsto, sino también que hay islas cerca. Poco después, durante una caótica noche, Evans logra escapar de sus captores y reunirse con los escolares y Kate, poniéndoles al tanto de la situación y revelando que la isla Chairman es conocida como Isla Hanover, y su relativa cercanía al continente americano les permitiría regresar a casa.
Los amotinados intentan infiltrar dos de sus hombres entre los jóvenes, pero su plan se ve arruinado debido a que éstos son conscientes de su identidad: uno de ellos, Forbes, es capturado e interrogado, mientras que el otro escapa, alertando a los amotinados del fracaso. Evans y los jóvenes se preparan para una pelea sin cuartel. Briant, explorando en busca de huellas, es atacado por uno de los amotinados, y Doniphan le salva la vida interponiéndose entre ambos y recibiendo una puñalada en el pecho, mientras que el resto ataca la cueva: Forbes muere salvando a Kate de ser asesinada, y los otros amotinados mueren en la lucha o huyen.
Mientras hacen lo que pueden para poder ayudar a Doniphan a recuperarse de sus serias heridas, Evans lleva a algunos de los jóvenes a recuperar la chalupa en la que los amotinados llegaron hasta la isla. Por suerte, la chalupa es suficientemente grande para que todos los jóvenes y los dos adultos puedan viajar en ella junto con suficientes víveres. Tras planear todo, se hacen a la mar y viajan en dirección norte en busca de una estación desde la que puedan solicitar repatriación, pero por suerte se cruzan con el transatlántico estadounidense Grafton, cuyo capitán no tiene reparos en desviarse de su ruta para poder llevar a todos a Auckland, donde son recibidos con gran alegría por sus familias, mientras que Kate y Evans reciben gran agradecimiento por ayudarles.

## Personajes
- Briant: de 13 años. Hijo de un ingeniero y hermano mayor de Santiago. Francés. Inteligente, emprendedor y audaz, es algo descuidado en sus maneras pero es querido y respetado por la mayoría de sus compañeros, que lo escogen como su líder durante su segundo año.

- Santiago: de 9 años. El más travieso del grupo, su vida en el colegio Chairman iba de castigo en castigo, debido a que se dedicaba a inventar terribles travesuras a diario. Sin embargo, por circunstancias extrañas, su carácter cambia radicalmente después de que el Sloughi parta de Auckland.

- Doniphan: de 13 años. Primo de Cross. Buen cazador y perteneciente a una familia rica. Si bien es inteligente y estudioso, su carácter altivo le granjea el apodo "Lord Doniphan", y siente envidia de Briant por sobresalir por encima de él a pesar de sus diferencias.

- Gordon: de 14 años. Estadounidense y huérfano de padre y madre, vive en Nueva Zelanda con su tutor. Aunque no es tan inteligente como Briant o Doniphan, es el más metódico del grupo, llevando el diario de las actividades del grupo. Líder del grupo durante el primer año, intenta en la medida de lo posible mantener la paz entre Doniphan y Briant.

- Baxter: de 13 años. Hijo de un comerciante de mediana fortuna. De carácter frío y reflexivo, sus conocimientos de mecánica resultan ser útiles para el grupo en varias de sus empresas.

- Service: de 12 años. Hijo de un colono acomodado. Travieso y alegre, le encanta divertirse. Su novela favorita es Robinson Crusoe, haciendo comparaciones entre ésta y la situación actual de los náufragos. íntimo amigo de Garnett. Uno de los cocineros de la colonia.

- Garnett: de 12 años. Hijo del dueño y capitán del Sloughi. Le gusta tocar el acordeón. Íntimo amigo de Service.

- Cross: de 13 años. Primo de Doniphan, perteneciente como él a una familia adinerada. Estudiante mediocre, es un admirador incondicional de Doniphan.

- Webb y Wilcox: de 12 años. Sus familias forman parte de la magistratura de Nueva Zelanda. De inteligencia media, voluntariosos y peleones, son tan incondicionales de Doniphan como Cross.

- Jenkins: de 9 años. Su padre es el director de la Sociedad Científica. Aplicado en sus estudios.

- Inverson: de 9 años. Su padre es el pastor de la iglesia metropolitana de San Pablo. También es un alumno muy aplicado.

- Dole, de 8 años. Hijo de un oficial del ejército anglo-zelandés. Puede ser muy terco.

- Costar: de 8 años. El más joven del grupo. Goloso y travieso, cae bien a todos.

- Mokó: de 12 años. De origen africano, trabaja como grumete en el Sloughi antes del incidente. En la colonia ayuda a Briant en sus exploraciones y ayuda en la cocina. Al volver a Nueva Zelanda es adoptado por Evans.
- Kate: inglesa. Trabajaba para la familia Penfield, propietaria del Severn y superviviente del motín y del naufragio. Al volver a Nueva Zelanda acaba "adoptada" por la familia de Doniphan.
- Evans: inglés. Contramaestre del buque Severn hasta el motín, al que sobrevive por ser el único con conocimientos de navegación. Tras recuperar la chalupa guía a los jóvenes hacia tierra firme. Tras volver a Nueva Zelanda, los padres de los jóvenes financian un barco, el Chairman, para que sea él su capitán.

## Partes del libro Dos años de vacaciones

### Primera parte
- I La tempestad. Un yate desmantelado. Cuatro muchachos en la cubierta del Sloughi. Reconocimiento interior del yate. El grumete medio estrangulado. Una ola por popa. Tierra a través de la niebla de la mañana. El banco de arrecifes.
- II En medio de la resaca. Briant y Doniphan. Examen de la costa. Preparativos de salvamento. Canoa disputada. Desde lo alto del palo de mesana. Valerosa tentativa de Briant. Un efecto de macareo.
- III El colegio Chairman, de Auckland. Grandes y chicos. Vacaciones en el mar. El schooner “Sloughi”. La noche del 15 de febrero. Al garete. Abordaje. Tempestad. Investigación en Auckland. Lo que queda del “Sloughi”.
- IV Primera exploración del litoral. Briant y Gordon a través del bosque. Vana tentativa para descubrir una gruta. Inventario del material. Provisiones, armas, vestidos, ropa de cama, utensilios, herramientas, instrumentos. Primera comida. Primera noche.
- V ¿Isla o continente? Excursión. Briant parte solo. Los anfibios. Las bandadas de pájaros niños. Almuerzo. Desde lo alto del cabo. Los tres islotes en alta mar. Una línea azul en el horizonte. Regreso al Sloughi.
- VI Discusión. Excursión proyectada y aplazada. Mal tiempo. La pesca. Las algas gigantescas. Costar y Dole a caballo en un corcel no muy rápido. Preparativos de marcha.
- VII El bosque de abedules. Desde lo alto del acantilado. A través de la selva. Una presa en el río. El río conductor. Campamento nocturno. La choza. La línea azulada. Phann apaga su sed.
- VIII Reconocimiento por el oeste del lago. Bajada a la ribera. Avestruces entrevistos. Río que sale del lago. Noche tranquila. El contrafuerte del acantilado. Un dique. Restos de canoa. La inscripción . La caverna.
- IX Visita a la caverna. Muebles y utensilios. Las bolas y el lazo. El reloj. El cuaderno casi ilegible. El mapa del náufrago. ¿Dónde estamos? Vuelta al campamento. La orilla derecha del río. El terreno pantanoso. Las señales de Gordon. Eran claras.
- X Relato de la exploración. Se decide abandonar el Sloughi. Descarga y demolición del yate. Una borrasca acaba de destruirlo. Acampados en la tienda. Construcción de una balsa. Carga y embarque. Dos noches en el río. Llegada a la Cueva del Francés.
- XI Primeras disposiciones dentro de la Cueva del Francés. Descarga de la balsa. Visita a la tumba del náufrago. Gordon y Doniphan. El horno de la cocina. Caza de pelo y pluma. El ñandú. Proyecto de Service. Se aproxima la estación invernal.
- XII Ampliación de la Cueva del Francés. Ruido sospechoso. Desaparición de Phann. Reaparición de Phann. Apropiación y arreglo del zaguán. Mal tiempo. Elección de nombres. La isla Chairman. El jefe de la colonia.
- XIII El programa de estudio. Observación del domingo. Bolas de nieve. Doniphan y Briant. Grandes fríos. La cuestión del combustible. Excursión al Bosque de las Trampas. Excursión a la bahía de Sloughi. Focas y pájaros bobos. Una ejecución pública.
- XIV Últimos ataques de invierno. El carro. Vuelta de la primavera. Service y su ñandú. Preparativos de una expedición al norte. Las madrigueras. Fauna y flora. El extremo del Lago de la Familia. El desierto de arena.
- XV Camino que había que seguir para el regreso. Excursión al oeste. Trucas y algarrobos. El árbol del té. El Río del Dique. Vicuñas. Noche turbada. Guanacos. Destreza de Baxter para arrojar el lazo. Vuelta a la Cueva del Francés.

### Segunda parte
- I Preocupación de Briant por Jacques Construcción del cercado y del corral. Azúcar de arce. Exterminio de zorras. Nueva expedición a la bahía de Sloughi. El carro enganchado. Matanza de focas. Las fiestas de Navidad. Hurras a Briant.
- II Preparativos para el próximo invierno. Proposición de Briant. Partida de Briant. Jacques y Mokó. Travesía del Lago de la Familia. El río del este. Un puertecito en la desembocadura. El mar del este. Jacques y Briant. Vuelta a la Cueva del Francés.
- III La salida. Los zancos. Visita a los pantanos del sur. Precauciones para el invierno. Diferentes juegos. Entre Doniphan y Briant. Intervención de Gordon. Preocupaciones para el futuro. Elección del 10 de junio.
- IV El mástil de señales. Grandes fríos. El flamenco. El prado. Destreza de Jacques. Desobediencia de Doniphan y Cross. La niebla. Jacques en la bruma. Las selvas de la Cueva del Francés. Los puntos negros. Actitud de Doniphan
- V Un alto en la punta sur del lago. Doniphan, Cross, Webb y Wilcox. Separación. La región de las tierras bajas. El río del Este. Bajando por la orilla izquierda. Llegada a la desembocadura.
- VI Exploración de la Bahía de la Decepción. la enorme taza de él. Proyectos de regreso a la Cueva del Francés. Reconocimiento al norte de la isla. El bosque de hayas. Espantosa borrasca. Noche de alucinaciones. Al despuntar el alba.
- VII Una idea de Briant. Alegría de los pequeños. Construcción de una cometa. Experimento interrumpido. Kate. Los supervivientes del “Severn”. Peligros que corren Doniphan y sus compañeros. Lealtad de Briant. Todos reunidos.
- VIII La situación tal como es. Precauciones que había que tomar. Modificación de la vida. El árbol de la leche. Lo que importaba saber. Una proposición de Kate. Obsesión de Briant. Su proyecto. Discusión. Hasta mañana.
- IX Primera prueba. Agrandamiento de la cometa. Segunda prueba. Aplazamiento para el día siguiente. Proposición de Briant. Proposición de Jacques. La confesión. La idea de Briant. Por los aires en plena noche. Refresca el viento. Desenlace.
- X La chalupa del “Severn”. Costar enfermo. La vuelta de las golondrinas. Desaliento. Aves de rapiña. Muerte de un balazo de un guanaco. Los residuos de tabaco de pipa. Vigilancia más activa. Violenta tempestad. Una detonación afuera. Un grito de Kate.
- XI Kate y el contramaestre. El relato de Evans. Después de encallar la chalupa. Walston en el puerto de la Roca del Oso. La cometa. Descubrimiento en la Cueva del Francés. La fuga de Evans. La travesía del río. Proposición de Gordon. Las tierras del este. La isla del toro. Hanovre.
- XII El Estrecho de Magallanes. Las tierras y las islas que la orillan. Estaciones allí establecidas. Proyectos para el porvenir. ¿Fuerza o astucia? Rock y Forbes. Los fingidos náufragos. Recibimiento hospitalario. Entre las once y las doce de la noche. Un disparo de Evans. Intervención de Kate
- XIII Interrogatorio de Forbes. La situación. Exploración proyectada. Valoración de las fuerzas. Restos de campamento. Desaparición de Briant. Doniphan en su auxilio. Herida grave. Gritos por la parte de la Cueva del Francés. Aparición de Forbes. Un cañonazo de Mokó
- XIV Relación. Los héroes de la batalla. El fin de un desdichado. Excursión por la selva. Convalecencia de Doniphan. En el puerto de la Roca del Oso. La carenadura.[2] La partida del 5 de febrero. Bajando por el río Zelandia. Saludo a la bahía de Sloughi. La última punta de la isla Chairman.
- XV Entre los canales. Retraso por causa de vientos contrarios. El estrecho. El transatlántico Grafton. Regreso a Auckland. Recibimiento en la capital de Nueva Zelandia. Evans y Kate. Conclusión.

## Temas vernianos tratados

### Familia
- En Dos años de vacaciones Verne representa a su hijo adolescente Michel mediante el personaje de Gordon.
- El noble protagonista es un compañero de clase de Michel, Aristide Briand (Briant), quien sería presidente del partido socialista francés, primer ministro de Francia y ganador del Premio Nobel de la Paz en 1926.

### Relación con otras novelas
- La novela de Verne presenta muchas similitudes con su otra novela La isla misteriosa y con la de Daniel Defoe Robinson Crusoe.
- Es el segundo libro de Verne que tiene como protagonistas a niños y el más conocido y exitoso de ellos. Los otros son: 
  - Un capitán de quince años (1878),
  - Aventuras de un niño irlandés (1894)
  - Los piratas del Halifax (1903).
- Este tema fue retomado por el escritor inglés William Golding en su novela El señor de las moscas con la que tiene innegables analogías, siendo el tema base de ambos trabajos la lucha por el poder entre niños perdidos en una isla sin adultos.

### Racismo
- Al igual que ocurre con La isla misteriosa, por Dos años de vacaciones Verne recibió críticas por el papel que dio a los personajes de raza negra, en este caso Moko. No puede votar o ser electo presidente del grupo, sin embargo, la historia debe de verse con ojos del siglo XIX, donde la esclavitud era parte de la vida.